# 钱杜尔 (安得拉邦)
钱杜尔（Chandur），是印度特伦甘纳邦那爾貢達縣的一个城镇，原屬安得拉邦。2001年总人口10,762人。

## 人口
该地2001年总人口10,762人，其中男性5412人，女性5350人；0—6岁人口1458人，其中男723人，女735人；识字率62.20%，其中男性为73.39%，女性为50.88%。